# District de Navsari
Le district de Navsari (gujarati : નવસારી જિલ્લો) est un district de l’État du Gujarat en Inde.

## Géographie
Le district a une population de 1 329 672 habitants pour une superficie de 2 246 km2.

## Divisions administratives
Le district comprend cinq talukas :
- Bansda ;
- Jalalpore (en) ;
- Chikhali ;
- Navsari ;
- Gandevi (en).

## Tourisme
- Parc national de Vansda.